# Journal of Avian Biology
Journal of avian biology est une des publications scientifiques de l'organisme scandinave Oikos Editorial Office. La revue publie des articles de fond — empiriques ou théoriques — sur tous les aspects de l'ornithologie, en privilégiant l'écologie comportementale et l'évolution.  
Journal of avian biology est précédé de Ornis Scandinavica publié par la Scandinavian Ornithologists' Union à un rythme trimestriel de 1970 à 1973  (ISSN 0030-5693).